# Jelena Sobolevová
Jelena Vladimirovna Sobolevová (rusky Елена Владимировна Соболева; * 3. srpna 1982, Brjansk, Brjanská oblast) je ruská atletka, běžkyně, jejíž hlavní disciplínou je běh na 1500 metrů, ve které drží od roku 2006 halový světový rekord.

## Kariéra
18. února 2006 na ruském šampionátu v Moskvě zaběhla nový halový světový rekord jehož hodnota je 3:58,28. Původní hodnotu, kterou držela Američanka Regina Jacobsová od 1. února 2003 vylepšila o 1 sekundu a 70 setin. V témže roce získala stříbrnou medaili na halovém MS, které se konalo v moskevském sportovním komplexu Olimpijskij. Ve finále trať zvládla v čase 4:05,21 a prohrála jen se svojí krajankou Julijí Čiženkovou, která byla o 51 setin rychlejší. Těsně pod stupni vítězů, na 4. místě doběhla na ME v atletice 2006 v Göteborgu. Čtvrtá skončila také na světovém šampionátu v Helsinkách v roce 2005, kde v cíli prohrála boj o bronzovou medaili s francouzskou běžkyní marockého původu Bouchrou Ghezielleovou o tři setiny sekundy.
V roce 2007 vybojovala na MS v atletice v Ósace stříbrnou medaili. O rok později se stala ve Valencii halovou mistryní světa v běhu na 1500 metrů. Ve finále trať zaběhla v novém halovém světovém rekordu, když vlastní světové maximum z 10. února 2008 vylepšila o 34 setin na 3:57,71. Všechny její výsledky, kterých dosáhla od 26. dubna 2007 však byly později anulovány.

### Manipulace se vzorky
Za údajnou manipulaci s dopingovými vzorky (moč), které byly Sobolevové a dalším šesti ruským atletkám (Taťjana Tomašovová, Julija Fomenková, Světlana Čerkasovová, Olga Jegorovová, Darja Piščalnikovová a Gulfija Chanafejevová) odebrány na jaře roku 2007 dostala Sobolevová dvouletý zákaz startů, který začal platit 31. července 2008. Jejich trest byl později prodloužen o dalších devět měsíců a vypršel 30. dubna 2011.

## Osobní rekordy
Dráha
- 1000 m – 2:36,50 – 23. srpna 2005, Linec
- 1500 m – 3:56,43 – 8. července 2006, Paříž

Hala
- 1000 m – 2:32,40 – 25. ledna 2006, Moskva
- 1500 m – 3:58,28 – 18. února 2006, Moskva - Současný evropský rekord